# 奧羽本線
奧羽本線（日语：／ Ōu honsen */?）是一條由福島縣福島市的福島開始，縱貫東北地方的山間部分，途經山形縣、秋田縣至青森縣青森市的青森的鐵路線（幹線）。
奧羽本線福島至新庄車站之間是山形新幹線列車「翼」的運行路段，因此又有「山形線」的暱稱。此段詳細資料參見「山形線」。

## 路線資料

### 运营数据
- 管轄：JR東日本各支社管轄路段如下[1]。

- 福島站－及位站間：仙台支社
- 院內站－津輕新城站間：秋田支社
- 新青森站－青森站間、新青森站－青森信號場間：盛岡支社

- 路段、路線距離（營業距離）
  - 東日本旅客鐵道
    - 福島－青森 484.5公里（第一種鐵道事業者）
    - 新青森－東青森（沒有設定營業距離。第一種鐵道事業者）
    - 土崎－秋田港（限定期間運行。第二種鐵道事業者）

  - 日本貨物鐵道
    - 土崎－秋田港 1.8公里（第一種鐵道事業者）
    - 橫手－青森 256.2公里（第二種鐵道事業者）
    - 新青森－青森信號場 4.8公里（第二種鐵道事業者）
- 站數：
  - 旅客站：102個（包括起終點站）

若只限屬於奧羽本線的旅客站，排除屬於東北本線的福島站則為101個。終點的青森站曾經屬於東北本線，但該路段現已移管至青森鐵道，作為JR車站的部分已經改為屬於奧羽本線。
- 貨物站：2個（旅客併設站除外）

- 運轉指令所（日语：運転指令所）：
  - 福島－及位：仙台綜合指令室（CTC）
  - 及位－青森：秋田綜合指令室（CTC）
    - 運轉處理站（車站控制信號、管理運行）：山形站、秋田貨物站、弘前站、青森站
    - 準運轉處理站：新庄站、横手站、秋田站、土崎站、東能代站、大館站
- 車輛基地：山形站、秋田站
- 平均通過人次（日语：輸送密度）（2023年度。包括山形新幹線福島－新庄、秋田新幹線大曲－秋田）

| 年度     | 全線  | 福島 - 米泽 | 米泽 -山形 | 山形 - 新庄 | 新庄 - 湯泽 | 湯泽 - 大曲 | 大曲 - 秋田 | 秋田 - 追分 | 追分 - 東能代 | 東能代 - 大館 | 大館 - 弘前 | 弘前 - 青森 | 出处  |
| -------- | ----- | ----------- | ---------- | ----------- | ----------- | ----------- | ----------- | ----------- | ------------- | ------------- | ----------- | ----------- | ----- |
| 2023年度 | 4,283 | 7,944       | 9,158      | 4,793       | 291         | 1,578       | 7,217       | 9,289       | 2,527         | 1,185         | 948         | 6,767       | [ 4 ] |

### 技术数据
- 軌距：詳細資料參見山形線#車站列表、車站列表。
  - 福島－新 1435毫米（山形站－羽前千歲站是1435與1067毫米單線並列）
  - 新－大曲 1067毫米
  - 大曲－秋田 1067毫米與1435毫米的單線並列（神宮寺站－峰吉川站之間1線為1435毫米，另1線為1067毫米與1435毫米的雙軌距）
  - 秋田－青森 1067毫米
  - 土崎－秋田港 1067毫米
  - 新青森－青森信號場 1067毫米
- 複線路段：詳細資料參見山形線#車站列表、車站列表。
  - 福島－關根
  - 赤湯－北赤湯信號場
  - 羽前中山－山形
  - 蘆澤－舟形
  - 及位－院內
  - 神宮寺－峰吉川（作為1067毫米軌間線是單線）
  - 秋田－追分
  - 羽後飯塚－八郎潟
  - 鹿渡－森岳
  - 鶴形－前山
  - 鷹之巢－早口
  - 大館－長峰
  - 石川－川部
- 電氣化路段：除土崎－秋田港段外全線（交流電20,000V 50Hz）
- 閉塞方式：
  - 自動閉塞式
  - 連動閉塞式（秋田港支線）
- 保安裝置：
  - ATS-P：福島－新庄、大曲－秋田
  - ATS-Ps：福島站、山形站、新庄站、大曲站、秋田站、東能代站、弘前站構內等
  - ATS-SN：新庄－大曲、秋田－青森
- 最陡坡度：38.0‰（峠－大澤之間等）
- 最高速度：（ 優等列車 / 普通列車）

|                | 福島－新 | 新庄 - 大曲 | 大曲 - 秋田 | 秋田 - 青森 | 青森（瀧內信號所）－青森信號場 |
| -------------- | -------- | ----------- | ----------- | ----------- | ------------------------------ |
| 1435毫米軌距線 | 130/110  | --          | 130/110     | --          | --                             |
| 1067毫米軌距線 | 95       | 95          | 110         | 95          | 95                             |

## 歷史
奧羽本線自東北本線福島站分出後穿越東北地區的山地抵達日本海側的秋田站，之後沿日本海北上至青森站。奧羽本線根据1892年颁布的《铁道铺设法》规定路线，由日本政府修建，修建當時東北本線還是屬於日本鐵道的路線。奧羽本線由福島、青森兩個方向同時開始施工，施工階段官營鐵道沒有路線命名規則，日後依據命名規則稱為奧羽北線和奧羽南線。
1894年12月1日奧羽北線青森 - 弘前開通，為奧羽本線首個開通路段，1899年奧羽南線福島 - 米澤開通。1901年4月11日奧羽南線通抵山形；1902年10月21日奧羽北線通抵秋田。1905年9月14日奧羽南線湯澤 - 横手開通，並在橫手連接奧羽北線，至此奧羽本線全線開通運營。1909年國有鐵道名稱制定相關規定頒布，全線正式命名為奧羽本線。
1960年代奧羽本線部分路段進行複線化和電氣化，同時1961年開始運行上野 - 秋田特急列車翼號，並在秋田與大阪始發的白鳥號連接運行至青森。1980年代之後隨著新幹線發展，奧羽本線的特急列車逐步結束運營，1985年東北新幹線延伸上野開業，翼號全部縮短營業區間為福島 - 新庄/秋田，1992年福島 - 山形間改造為迷你新幹線--山形新幹線，翼號改為迷你新幹線列車，營業區間為東京 - 山形，山形 - 秋田改為新幹線連絡特急駒草號運營。
1997年大曲－秋田完成迷你新幹線改造，成為秋田新幹線的一部分。1999年山形新幹線延伸新庄，駒草號降級為快速列車，營業區間為新庄 - 秋田。進入21世紀後經過秋田 - 青森間，連接大阪 - 青森/札幌的臥鋪特急也因客流不足、車體老舊、新幹線開業而停業，奧羽本線的窄軌在來線特急列車僅剩秋田 - 青森間的津輕號。2014年4月1日起福島站－新庄站間成為大都市近郊區間新設的「仙台近郊區間」，同時山形站可以開始使用IC卡乘車券「Suica」。
2024年7月25日，豪雨造成山坡崩塌的土石掩埋泉田站至羽前豐里站間的路軌，真室川站至釜淵站的鐵軌路基則出現流失的狀況，因此JR東日本停止新庄站至院內站間的鐵路運轉。而該路段於2025年4月25日以改為非電氣化的方式恢復運轉。

## 運行型態

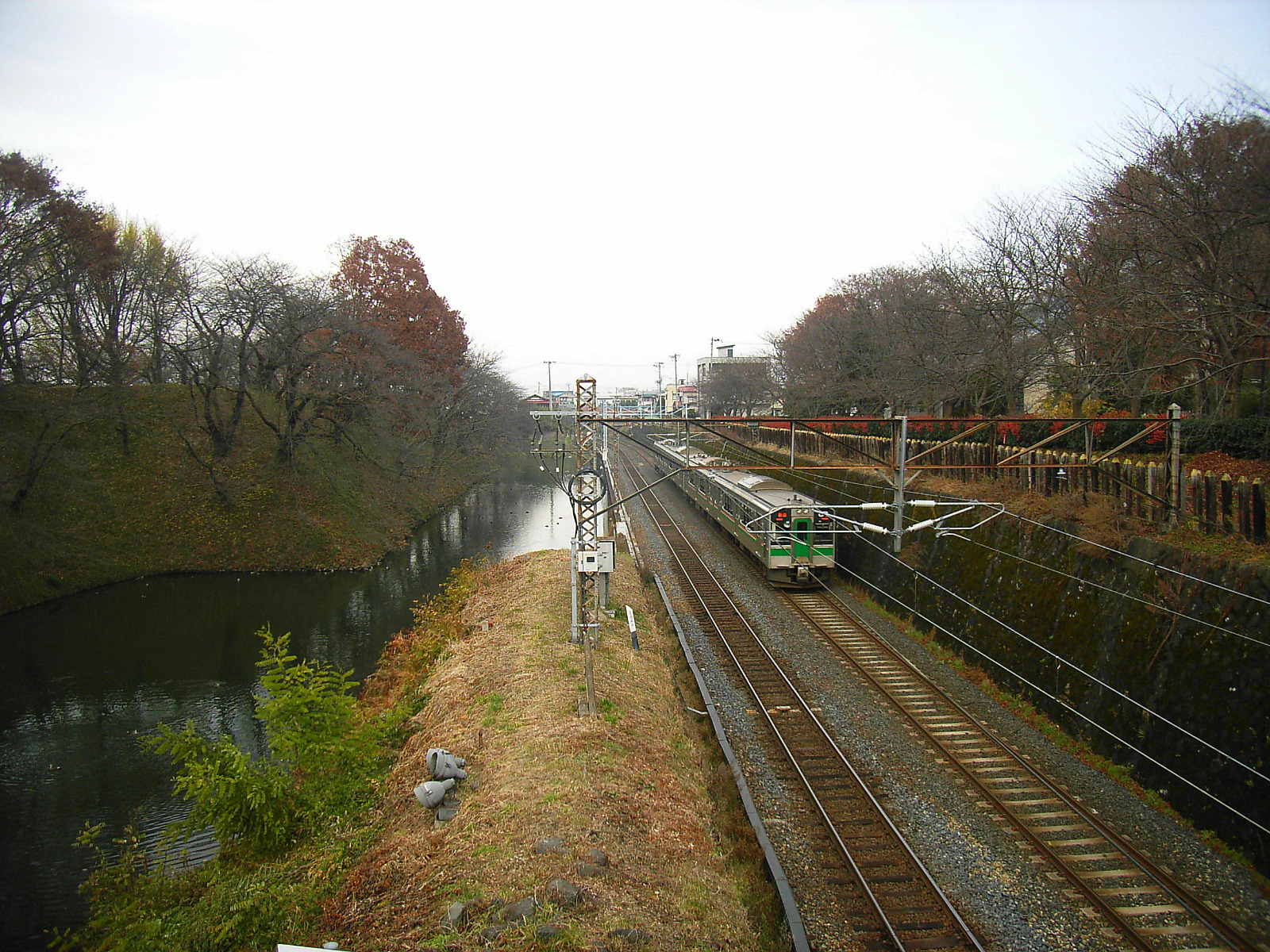
山形－羽前千歲間是1435 (右)與1067毫米 (左)單線並列軌道，和標準軌距列車。

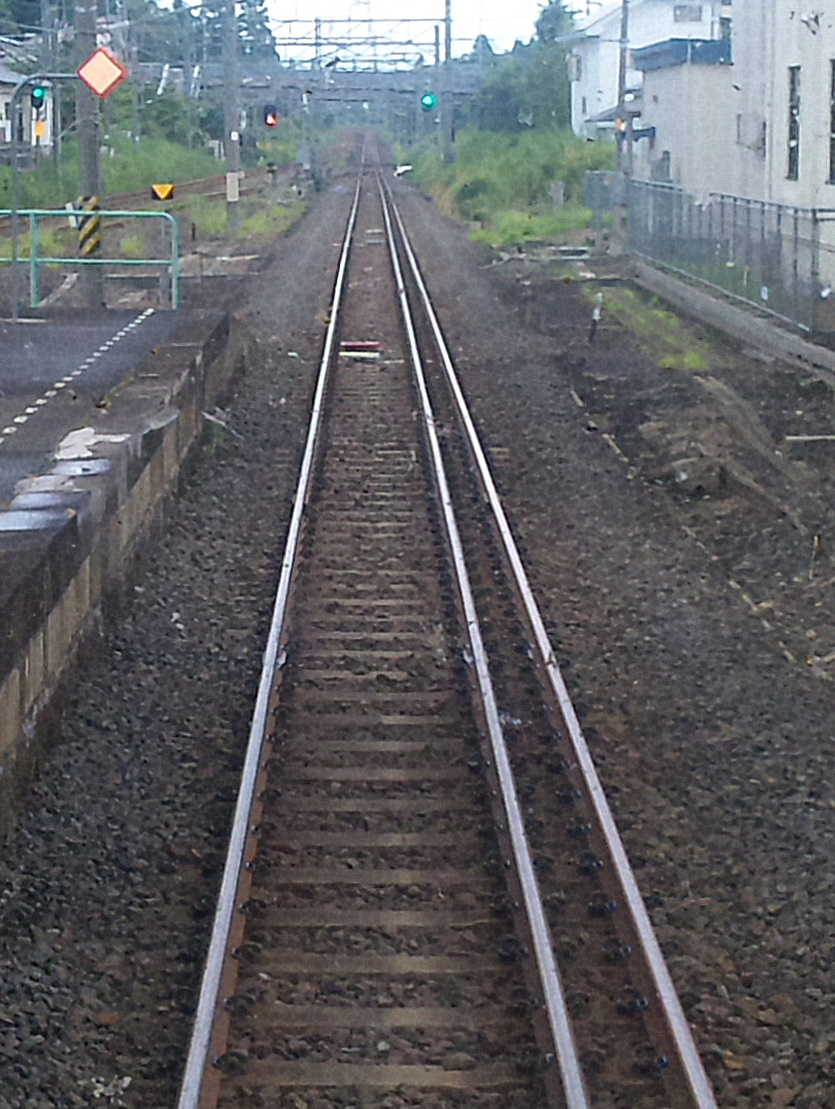
秋田新幹線區間的雙軌距鐵路

過去奧羽本線曾有全線運轉的列車，例如：1990年以前的曙號。然而隨著山形、秋田新幹線開通，奧羽本線的窄軌在來線特急逐漸退區營運，目前僅剩秋田 - 青森間的津輕號，普通列車則分為以下4個區間。

### 福島 - 新庄
因改造為迷你新幹線，該區間全部改造為標準軌距，區間內列車不能運營至新庄以北區間，該路段普通列車又分為福島 - 米澤、米澤 - 山形、山形 - 新庄三個運營區間。另外山形站－羽前千歲站是1435與1067毫米單線並列，有仙山線、左澤線列車直通運營。

### 新庄 - 大曲
該路段貫穿山形縣和秋田縣交界處的山區，為1067mm軌距路段，有普通和快速列車，除了新庄 - 秋田直通列車外，還設有新庄 - 真室川、院內/湯澤/橫手 - 秋田的區間列車。由於本路段在山形新幹線與秋田新幹線之間，時刻表安排上考慮換乘新幹線的便利性。

### 大曲 - 秋田
該路段經改造供秋田新幹線運行，採1435毫米與1067毫米軌距單線並列，除神宮寺－峰吉川之間1線為1435毫米，另1線為1067毫米與1435毫米的雙軌距。普通列車大約每小時一班，早上有一班快速列車從湯澤開往秋田，該快速列車前身是秋田 - 新庄之間的駒草號。幾乎所有列車都以秋田為終點，除了晨間一班，橫手 - 追分的列車，不過該列車在秋田會變更列車番號。

### 秋田 - 青森
本區間與湖西線、北陸本線、IR石川鐵道線、愛之風富山鐵道線、日本海翡翠線、信越本線、白新線、羽越本線組成日本海縱貫線。優等列車部分該區間最初的優等列車是1960年開始運營秋田 - 鮫的準急白鳥號，隔年白鳥變更運營區間為大阪 - 青森，秋田 - 鮫的列車改稱岩木，1965年岩木號與陸奧號合併為仙台 - 青森 - 秋田的急行列車陸奧號，1968年拆分後陸奧號縮短為青森 - 秋田。
1982年配合東北新幹線大宮 - 盛岡開通，接駁東北新幹線的運行盛岡 - 秋田 -青森的特急田澤號開始運營，原本秋田 -青森間的陸奧號減班，並於1986年廢止。1997年秋田新幹線開通田澤號盛岡 - 秋田區間停運，運營區間剩下秋田 -青森，並改名髭羚號。2001年白鳥號廢止。2002年配合東北新幹線延伸八戶，開行八戶 - 青森/弘前的津輕號。
2010年配合東北新幹線全線通車，津輕號廢止，名稱被秋田 -青森的髭羚號使用，稻穗号也退出秋田 -青森區間，秋田 -青森日間特急統一為津輕號，另外原本運行青森 - 函館的超級白鳥號改由新青森始發。2012、2015年大阪 - 青森/札幌的日本海號和曙光特快號定期列車停運，2016年3月26日北海道新幹線開業前超級白鳥號停運，至此秋田 -青森間定期特急僅剩津輕號列車仍在運行。
普通列車方面秋田 -青森區間大致分為秋田 - 大館、大館 - 弘前、弘前 - 青森3個運營系統，大約1~2小時一班列車，另外秋田 - 追分間和弘前 - 川部間有男鹿線與五能線的直通列車，因此該區間大約1小時有3班列車，而秋田 -青森地直通列車每日設有1.5對，還設有一些直通羽越本線、津輕線的列車。另外JR東日本還開行觀光列車Resort 白神號，往來秋田 -青森之間，但東能代 - 川部間行駛於風景壯麗的五能線。

### 貨物運輸
奧羽本線貨物運輸路段包括青森信號場 - 秋田，和秋田港支線，其中青森信號場 - 秋田之間為日本海縱貫線的一部分，有大量貨物運輸，該区間貨物列車只要由EF81型和EF510型電力機車牽引的高速貨物列車。秋田港支線部分土崎 - 秋田貨物站之間設有平日3對、假日1對貨物列車。

## 使用車輛

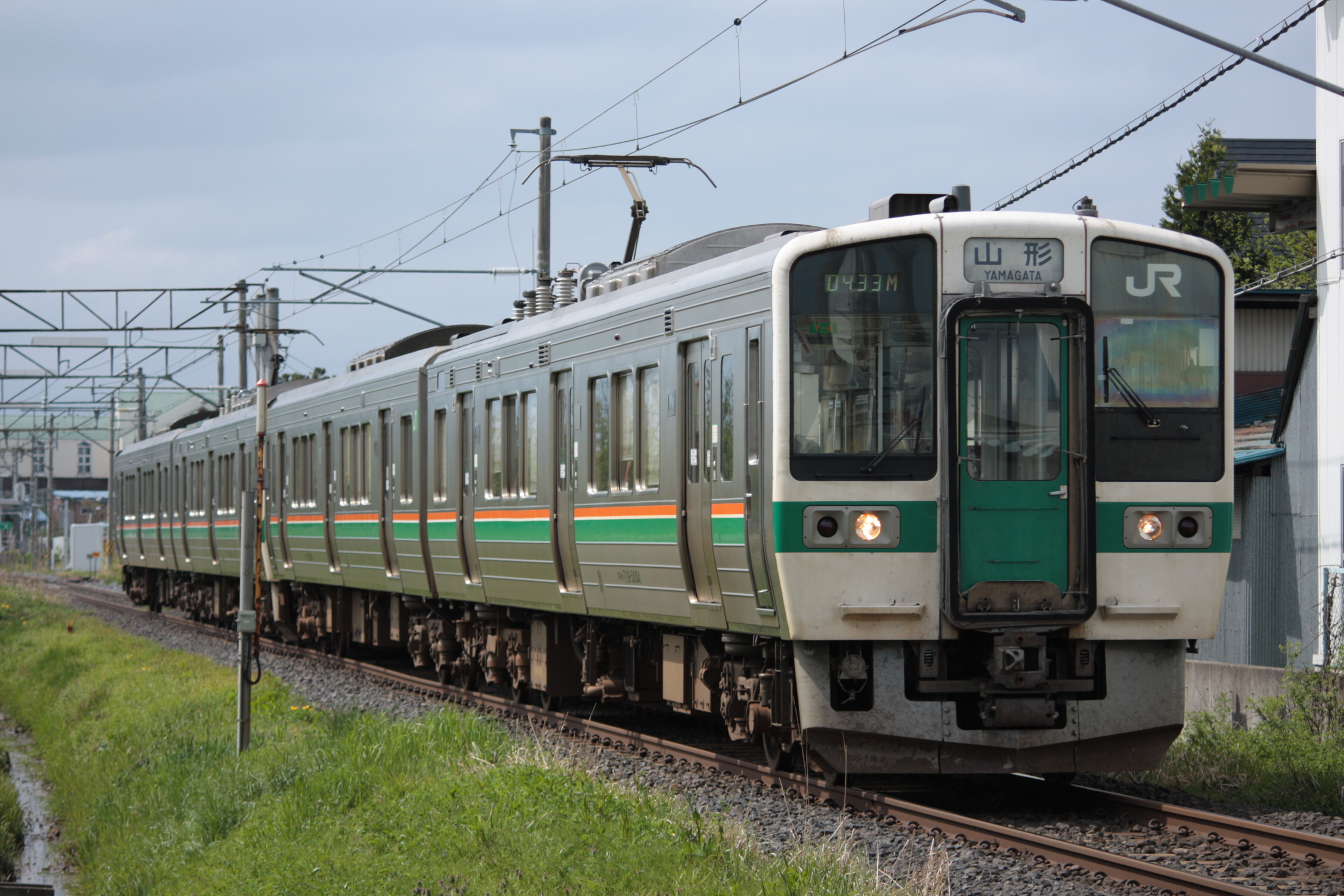
山形線區間標準軌距列車719系5000番台

### 新庄車站 - 青森車站間
- 新幹線列車：E6系
- 特急列車：E751系 (津輕號)
- 普通列車：701系、KiHa 100系、EV-E801系 (男鹿線直通)、GV-E400系 (五能線直通)

## 車站列表

### 福島－新庄
此處只記載站名。接續路線等的詳細資料參見「山形線#車站列表」。另外山形新幹線「翼」的停靠站參見「山形新幹線」與「翼」。
福島－笹木野－庭坂－赤岩（休止中）－板谷－峠－大澤－關根－米澤－置賜－高畠－赤湯－（北赤湯信號場）－中川－羽前中山－上山溫泉－茂吉紀念館前－藏王－山形－北山形－羽前千歲－南出羽－漆山－高擶－天童南－天童－亂川－神町－櫻桃東根－東根－村山－袖崎－大石田－北大石田－蘆澤－舟形－新

### 新庄－秋田
- 範例
  - 站名 … ■：貨物取扱站（線外貨運站）
  - 停靠站
    - 普通…停靠所有旅客站
    - 快速…●的車站所有列車停靠、▲的車站有一部分列車停靠、｜的車站所有列車通過

  - 軌道
    - ∥：複線路段、◇：單線路段（可進行列車交會）、◆：折返式車站、｜：單線路段（無法進行列車交會）、∧：此起往下為複線、∨：此起往下為單線、（空欄）：沒有軌道
    - 強調表示（神宮寺－峰吉川[* 1]）：1線的軌距1,067毫米（狹軌）與軌距1,435毫米（標準軌）的三線軌條、另1線是標準軌的單線並列（日语：単線並列）路段。

| 中文站名 | 日文站名 | 英文站名 | 站間營業距離 | 福島起計營業距離 | 快速 | 接續路線                                                                      | 軌道   | 軌道 | 所在地 | 所在地         |
| 中文站名 | 日文站名 | 英文站名 | 站間營業距離 | 福島起計營業距離 | 快速 | 接續路線                                                                      | 標準軌 | 狹軌 | 所在地 | 所在地         |
| -------- | -------- | -------- | ------------ | ---------------- | ---- | ----------------------------------------------------------------------------- | ------ | ---- | ------ | -------------- |
| 新       |          |          | -            | 148.6            |      | 東日本旅客鐵道：山形新幹線、奧羽本線（山形線 山形方向）、■陸羽東線、■陸羽西線 | ◇      | ◇    | 山形縣 | 新庄市         |
| 泉田     |          |          | 5.6          | 154.2            |      |                                                                               |        | ◇    | 山形縣 | 新庄市         |
| 羽前豐里 |          |          | 7.1          | 161.3            |      |                                                                               |        | ｜   | 山形縣 | 最上郡鮭川村   |
| 真室川   |          |          | 2.7          | 164.0            |      |                                                                               |        | ◇    | 山形縣 | 最上郡真室川町 |
| 釜淵     |          |          | 9.2          | 173.2            |      |                                                                               |        | ◇    | 山形縣 | 最上郡真室川町 |
| 大瀧     |          |          | 7.1          | 180.3            |      |                                                                               |        | ｜   | 山形縣 | 最上郡真室川町 |
| 及位     |          |          | 5.5          | 185.8            |      |                                                                               |        | ∧    | 山形縣 | 最上郡真室川町 |
| 院內     |          |          | 8.6          | 194.4            |      |                                                                               |        | ∨    | 秋田縣 | 湯澤市         |
| 橫堀     |          |          | 4.0          | 198.4            |      |                                                                               |        | ◇    | 秋田縣 | 湯澤市         |
| 三關     |          |          | 6.0          | 204.4            |      |                                                                               |        | ｜   | 秋田縣 | 湯澤市         |
| 上湯澤   |          |          | 2.7          | 207.1            |      |                                                                               |        | ｜   | 秋田縣 | 湯澤市         |
| 湯澤     |          |          | 3.3          | 210.4            | ●    |                                                                               |        | ◇    | 秋田縣 | 湯澤市         |
| 下湯澤   |          |          | 4.1          | 214.5            | ↓    |                                                                               |        | ◇    | 秋田縣 | 湯澤市         |
| 十文字   |          |          | 3.3          | 217.8            | ●    |                                                                               |        | ◇    | 秋田縣 | 橫手市         |
| 醍醐     |          |          | 3.4          | 221.2            | ↓    |                                                                               |        | ｜   | 秋田縣 | 橫手市         |
| 柳田     |          |          | 3.2          | 224.4            | ↓    |                                                                               |        | ◇    | 秋田縣 | 橫手市         |
| 橫手■    |          |          | 3.9          | 228.3            | ●    | 東日本旅客鐵道：■北上線                                                       |        | ◇    | 秋田縣 | 橫手市         |
| 後三年   |          |          | 6.4          | 234.7            | ↓    |                                                                               |        | ◇    | 秋田縣 | 仙北郡美鄉町   |
| 飯詰     |          |          | 5.1          | 239.8            | ●    |                                                                               |        | ◇    | 秋田縣 | 仙北郡美鄉町   |
| 大曲     |          |          | 7.2          | 247.0            | ●    | 東日本旅客鐵道：■秋田新幹線、■田澤湖線                                        | ◆      | ◇    | 秋田縣 | 大仙市         |
| 神宮寺   |          |          | 6.0          | 253.0            | ↓    |                                                                               | ∧      | ◇    | 秋田縣 | 大仙市         |
| 刈和野   |          |          | 7.6          | 260.6            | ●    |                                                                               | ∥      | ◇    | 秋田縣 | 大仙市         |
| 峰吉川   |          |          | 4.8          | 265.4            | ↓    |                                                                               | ∨      | ｜   | 秋田縣 | 大仙市         |
| 羽後境   |          |          | 6.5          | 271.9            | ↓    |                                                                               | ◇      | ◇    | 秋田縣 | 大仙市         |
| 大張野   |          |          | 8.1          | 280.0            | ↓    |                                                                               | ｜     | ｜   | 秋田縣 | 秋田市         |
| 和田     |          |          | 5.4          | 285.4            | ●    |                                                                               | ◇      | ◇    | 秋田縣 | 秋田市         |
| 四小屋   |          |          | 6.9          | 292.3            | ●    |                                                                               | ｜     | ◇    | 秋田縣 | 秋田市         |
| 秋田     |          |          | 6.4          | 298.7            | ●    | 東日本旅客鐵道：■秋田新幹線、奧羽本線（大館、青森方向）、■羽越本線            | ◇      | ∧    | 秋田縣 | 秋田市         |

1. ↑  實際上是神宮寺站構內南側的點－峰吉川站構內南側的點之間。

### 秋田－青森
- 範例
  - 站名 … （貨）：貨物專用站、◆、◇：貨物取扱站（貨物專用站除外。◇為沒有定期貨物列車發着）
  - 停靠站
    - 普通…基本上停靠所有旅客站。但是一部分列車通過▽的車站
    - 快速…●的車站所有列車停靠、▲的車站一部分列車停靠、｜的車站所有列車通過
秋田－大館、弘前之間的快速與弘前－青森之間的快速各自是不同列車。
      - 快速「Resort白神（日语：リゾートしらかみ）」…參見列車條目。

    - 特急「津輕」…參見列車條目。

  - 軌道
    - ∥：複線路段、◇：單線路段（可進行列車交會）、｜：單線路段（無法進行列車交會）、∧：此起往下為複線、∨：此起往下為單線、（空欄）：沒有軌道

| 中文站名       | 日文站名 | 英文站名 | 站間營業距離 | 福島起計營業距離 | 快速 | 接續路線                                                                        | 軌道   | 軌道 | 所在地 | 所在地           |
| 中文站名       | 日文站名 | 英文站名 | 站間營業距離 | 福島起計營業距離 | 快速 | 接續路線                                                                        | 標準軌 | 狹軌 | 所在地 | 所在地           |
| -------------- | -------- | -------- | ------------ | ---------------- | ---- | ------------------------------------------------------------------------------- | ------ | ---- | ------ | ---------------- |
| 秋田           |          |          | -            | 298.7            | ●    | 東日本旅客鐵道：■秋田新幹線、奧羽本線（湯澤、橫手方向）、■羽越本線              | ◇      | ∧    | 秋田縣 | 秋田市           |
| 泉外旭川       |          |          | 3.1          | 301.8            | ●    |                                                                                 |        | ∥    | 秋田縣 | 秋田市           |
| （貨）秋田貨物 |          | /        | 3.6          | 302.3            | ｜   |                                                                                 |        | ∥    | 秋田縣 | 秋田市           |
| 土崎           |          |          | 3.5          | 305.8            | ●    | 日本貨物鐵道：奧羽本線（貨物支線）                                              |        | ∥    | 秋田縣 | 秋田市           |
| 上飯島         |          |          | 2.5          | 308.3            | ｜   |                                                                                 |        | ∥    | 秋田縣 | 秋田市           |
| 追分           |          |          | 3.4          | 311.7            | ●    | 東日本旅客鐵道：■男鹿線                                                         |        | ∨    | 秋田縣 | 秋田市           |
| 大久保         |          |          | 7.2          | 318.9            | ●    |                                                                                 |        | ◇    | 秋田縣 | 潟上市           |
| 羽後飯塚       |          |          | 3.3          | 322.2            | ｜   |                                                                                 |        | ∧    | 秋田縣 | 潟上市           |
| 井川櫻         |          |          | 1.4          | 323.6            | ●    |                                                                                 |        | ∥    | 秋田縣 | 南秋田郡井川町   |
| 八郎潟         |          |          | 3.9          | 327.5            | ●    |                                                                                 |        | ∨    | 秋田縣 | 南秋田郡八郎潟町 |
| 鯉川           |          |          | 5.5          | 333.0            | ｜   |                                                                                 |        | ◇    | 秋田縣 | 山本郡三種町     |
| 鹿渡           |          |          | 5.4          | 338.4            | ｜   |                                                                                 |        | ∧    | 秋田縣 | 山本郡三種町     |
| 森岳           |          |          | 6.7          | 345.1            | ●    |                                                                                 |        | ∨    | 秋田縣 | 山本郡三種町     |
| 北金岡         |          |          | 4.3          | 349.4            | ｜   |                                                                                 |        | ◇    | 秋田縣 | 山本郡三種町     |
| 南能代信號場   |          | /        | -            | 352.5            | ｜   |                                                                                 |        | ◇    | 秋田縣 | 能代市           |
| 東能代◇        |          |          | 6.0          | 355.4            | ●    | 東日本旅客鐵道：■五能線                                                         |        | ◇    | 秋田縣 | 能代市           |
| 鶴形           |          |          | 4.9          | 360.3            | ｜   |                                                                                 |        | ∧    | 秋田縣 | 能代市           |
| 富根           |          |          | 5.2          | 365.5            | ｜   |                                                                                 |        | ∥    | 秋田縣 | 能代市           |
| 二井           |          |          | 6.7          | 372.2            | ●    |                                                                                 |        | ∥    | 秋田縣 | 能代市           |
| 前山           |          |          | 7.3          | 379.5            | ｜   |                                                                                 |        | ∨    | 秋田縣 | 北秋田市         |
| 鷹之巢         |          |          | 5.4          | 384.9            | ●    | 秋田內陸縱貫鐵道：秋田內陸線 …鷹巢                                              |        | ∧    | 秋田縣 | 北秋田市         |
| 糠澤▽          |          |          | 3.2          | 388.1            | ｜   |                                                                                 |        | ∥    | 秋田縣 | 北秋田市         |
| 早口           |          |          | 5.4          | 393.5            | ●    |                                                                                 |        | ∨    | 秋田縣 | 大館市           |
| 下川沿         |          |          | 4.2          | 397.7            | ｜   |                                                                                 |        | ◇    | 秋田縣 | 大館市           |
| 大館◆          |          |          | 5.2          | 402.9            | ●    | 東日本旅客鐵道：■花輪線                                                         |        | ∧    | 秋田縣 | 大館市           |
| 白澤           |          |          | 6.5          | 409.4            | ｜   |                                                                                 |        | ∥    | 秋田縣 | 大館市           |
| 陣場           |          |          | 7.1          | 416.5            | ｜   |                                                                                 |        | ∥    | 秋田縣 | 大館市           |
| 津輕湯之澤▽    |          |          | 5.8          | 422.3            | ｜   |                                                                                 |        | ∥    | 青森縣 | 平川市           |
| 碇關           |          |          | 4.9          | 427.2            | ●    |                                                                                 |        | ∥    | 青森縣 | 平川市           |
| 長峰           |          |          | 4.8          | 432.0            | ｜   |                                                                                 |        | ∨    | 青森縣 | 南津輕郡大鰐町   |
| 大鰐溫泉       |          |          | 3.3          | 435.3            | ●    | 弘南鐵道：大鰐線 …大鰐                                                          |        | ◇    | 青森縣 | 南津輕郡大鰐町   |
| 石川           |          |          | 5.4          | 440.7            | ｜   |                                                                                 |        | ∧    | 青森縣 | 弘前市           |
| 弘前◆          |          |          | 6.4          | 447.1            | ●    | 弘南鐵道：弘南線                                                                |        | ∥    | 青森縣 | 弘前市           |
| 弘前◆          | ●        |          | 6.4          | 447.1            |      | 弘南鐵道：弘南線                                                                |        | ∥    | 青森縣 | 弘前市           |
| 撫牛子         |          |          | 2.7          | 449.8            | ｜   |                                                                                 |        | ∥    | 青森縣 | 弘前市           |
| 川部           |          |          | 3.6          | 453.4            | ●    | 東日本旅客鐵道：■五能線                                                         |        | ∨    | 青森縣 | 南津輕郡田舍館村 |
| 北常盘         |          |          | 3.2          | 456.6            | ●    |                                                                                 |        | ◇    | 青森縣 | 南津輕郡藤崎町   |
| 浪岡           |          |          | 5.5          | 462.1            | ●    |                                                                                 |        | ◇    | 青森縣 | 青森市           |
| 大釋迦         |          |          | 5.1          | 467.2            | ｜   |                                                                                 |        | ◇    | 青森縣 | 青森市           |
| 鶴坂           |          |          | 6.2          | 473.4            | ｜   |                                                                                 |        | ◇    | 青森縣 | 青森市           |
| 津輕新城       |          |          | 5.4          | 478.8            | ●    |                                                                                 |        | ◇    | 青森縣 | 青森市           |
| 新青森         |          |          | 1.8          | 480.6            | ●    | 東日本旅客鐵道： 東北新幹線、奧羽本線（貨物支線） 北海道旅客鐵道： 北海道新幹線 |        | ◇    | 青森縣 | 青森市           |
| 青森           |          |          | 3.9          | 484.5            | ●    | 東日本旅客鐵道：■津輕線 青森鐵道：■青森鐵道線                                   |        | ◇    | 青森縣 | 青森市           |

1. ↑  男鹿線的正式起點是追分站，但所有列車都直通至秋田站
2. ↑  五能線的列車由川部站直通前弘前站

過去的接續路線
- 湯澤站：雄勝線 - 1973年4月1日廢除
- 橫手站：橫莊線 - 1971年7月20日廢除
- 秋田站（站前聯絡）：秋田市電（日语：秋田市電） - 1966年3月31日廢除
- 八郎潟站：秋田中央交通線 - 1969年7月11日廢除
- 二井站（站前聯絡）：中西德五郎經營軌道 - 1940年3月1日廢除
- 大館站：花岡線（日语：同和礦業花岡線） - 1985年4月1日廢除
- 大館站：小坂線（日语：小坂製錬小坂線） - 1994年10月1日停止旅客營業，2008年4月1日休止，2009年4月1日廢除
- 川部站：黑石線 - 1998年4月1日廢除

### 支線
- 全線單線，位於青森縣青森市

| 中文站名       | 日文站名 | 營業距離 | 接續路線                               |
| -------------- | -------- | -------- | -------------------------------------- |
| 新青森         |          | 0.0      | 東日本旅客鐵道：東北新幹線             |
| （瀧內信號所） |          | 2.8      | 東日本旅客鐵道：奧羽本線（青森站方向） |
| 青森信號場     |          | 4.8      | 青森鐵道：青森鐵道線                   |

### 貨物支線（通稱：秋田港線）
- （貨）：貨物専用站
- 全線單線，位於秋田縣秋田市

| 中文站名     | 日文站名 | 營業距離 | 接續路線                         |
| ------------ | -------- | -------- | -------------------------------- |
| 土崎         |          | 0.0      | 東日本旅客鐵道：奧羽本線（本線） |
| （貨）秋田港 |          | 2.7      | 秋田臨海鐵道：秋田臨海鐵道線     |

### 廢站、廢除信號場
車站降格為信號場除外。
- 金谷信號場：1967年1月11日開設，1999年3月12日廢除，楯岡站（現在的村山站）－袖崎站間
- 鳥越信號場：1944年12月1日開設，1960年12月20日廢除，1968年9月25日舊信號場位置起往新庄方向移前0.5公里再開設，1999年3月12日廢除[17]，舟形站－新庄站間
- 大清水信號場（日语：大清水信号場）：2013年9月27日廢除，追分站－大久保站間
- 七座信號場：1971年8月5日廢除，二井站－前山站間（為了改線）
- 陸奧森山站：1940年11月1日廢除，大鰐站（現在的大鰐溫泉站）－石川站間
- 門外站：1940年11月1日廢除，石川站－門外站間
- 大清水站：1940年11月1日廢除，門外站－弘前站間
- 和德站：1940年11月1日廢除，弘前站－撫牛子站間
- 豐蒔站：1940年11月1日廢除，撫牛子站－川部站間
- 赤岩：2021年3月12日廢除，庭坂站－板谷站間